# Sarcophaga aureolata
Sarcophaga aureolata är en tvåvingeart som beskrevs av Thomas Pape och Hiromu Kurahashi 2000. Sarcophaga aureolata ingår i släktet Sarcophaga och familjen köttflugor. Inga underarter finns listade i Catalogue of Life.